# Friedrichshagener Dichterkreis
Friedrichshagener Dichterkreis fue una asociación de escritores de naturalistas, que se reunieron por primera vez en 1888/89, en las casas de Wilhelm Bölsche y Bruno Wille en Friedrichshagen am Müggelsee (hoy en el distrito berlinés de Treptow-Köpenick ). 
La inspiración inicial del Friedrichshagener, surge en las visitas de Bölsche y Wille con Gerhart Hauptmann en Erkner, donde buscaron la tranquilidad del paisaje de Brandeburgo, cerca de Berlín. La fama de la asociación se extendió más allá de Alemania, uniéndose a ella varios poetas escandinavos. 
Su objetivo era reinventar el estilo de vida bohemio. Las ideas que surgieron en este círculo, fertilizaron los cimientos de la Cooperativa Edén y la Nueva Comunidad . 
En 1962, Johannes Bobrowski y Manfred Bieler fundaron el Neue Friedrichshagener Dichterkreis. 

## Miembros y personas del círculo.
- Lou Andreas-Salomé
- Max Baginski
- Wilhelm Bölsche
- Paul Brock
- Anna Costenoble
- Max Dauthendey
- Ida Dehmel
- Paula Dehmel
- Richard Dehmel
- Hermann Friedmann
- Curt Grottewitz
- Max Halbe
- Knut Hamsun
- Ola Hansson
- Adalbert von Hanstein
- Maximilian Harden
- Julius Hart
- Heinrich Hart
- Otto Erich Hartleben
- Wilhelm Hegeler
- Peter Hille
- Hugo Höppener, llamado Fidus
- Felix Hollaender
- Dagny Juel
- Bernhard Kampffmeyer
- Paul Kampffmeyer
- Wolfgang Kirchbach
- Hermann Krieger
- Hedwig Lachmann
- Gustav Landauer
- Else Lasker-Schüler
- Adalbert Luntowski
- John Henry Mackay
- Laura Marholm
- Erich Mühsam
- Willy Pastor
- Wilhelm von Polenz
- Stanislaw Przybyszewski
- Wilhelm Spohr
- Rudolf Steiner
- Bertha von Suttner
- August Strindberg
- Frank Wedekind
- Bruno Wille

## Literatura
- Friedrichshagen und seine Dichter. Arkadien en Prusia. Y con una idea de último momento de Günter de Bruyn . Primera Edición Morgenbuch Verlag, Berlín 1992, ISBN 3-371-00328-0 .
- Albert Burkhardt: Ein Rundgang durch  Friedrichshagen , (Friedrichshagener Hefte 14 3.º Ed. Berlín 2001).
- Gertrude Cepl-Kaufmann / Rolf Kauffeldt: Friedrichshagener Dichterkreis (el círculo de poetas de Friedrichshagen). En: Wulf Wülfing / Karin Bruns / Rolf Parr (ed. ): Manual de asociaciones literarias-culturales, grupos y confederaciones 1825-1933. Metzler, Stuttgart / Weimar 1998 ( repertorios sobre historia literaria alemana. Ed. Por Paul Raabe, vol. 18), pp. 112-126, ISBN 3-476-01336-7 .

## Enlaces web
- Kulturhistorischer Verein Friedrichshagen, Lista completa Archivado el 25 de octubre de 2019 en Wayback Machine.
- Museo del círculo de poetas de Friedrichshagen
- Otra página sobre el círculo poeta de Friedrichshagen
- dichterdran.net
- Friedrichshagen: Wer wohnte wo?

- Datos: Q1464270